# Eddy Merckx
Edouard Louis Joseph, baron Merckx (pronunție în neerlandeză [ˈmɛrks]; franceză: [mɛʁk(s)]; n. 17 iunie 1945, Meensel-Kiezegem⁠(d), Province of Brabant⁠(d), Belgia), cunoscut mai bine ca Eddy Merckx, este un fost ciclist belgian, care este considerat drept cel mai de succes om din istoria ciclismului competitiv. Victoriile sale includ un număr de neegalat de unsprezece Grand Tours (cinci Tururi ale Franței, cinci Tururi din Italia, și un Tur al Spaniei), toate cele cinci monumente, trei Campionate Mondiale, recordul orei, fiecare mare cursă de o zi, alta decât Paris–Tours, și alte victorii pe pistă.
Născut în Meensel-Kiezegem, Brabant, Belgia, a crescut în Woluwe-Saint-Pierre, părinții săi având un magazin alimentar. El a practicat mai multe sporturi, dar și-a descoperit adevărata pasiune în ciclism. Merckx a primit prima bicicletă la vârsta de trei sau patru ani și a concurat în prima sa cursă în 1961. Prima sa victorie a venit la Petit-Enghien, în octombrie 1961.
După ce a câștigat optzeci de curse ca amator, el a devenit profesionist la 29 aprilie 1965, când a semnat cu Format:Cycling data Solo. Prima sa victorie ca profesionist a venit în Milano–San Remo, un an mai târziu. După sezonul 1967, Merckx s-a mutat la Format:Cycling data Faemino, și a câștigat Giro d' Italia, prima sa victorie într-un mare tur. De patru ori între 1970 și 1974, Merckx a făcut dubla Grand Tour. Ultima sa dublă, a coincis cu câștigarea titlului de Campion Mondial la Campionatele Mondiale, făcându-l primul rutier care a câștigat Triple Crownul ciclismului. Merckx a bătut recordul orei în octombrie 1972, mărindu-l cu aproape 800 de metri. (necesită modificare)